# Leichtathletik-Weltmeisterschaften 2009/Teilnehmer (Nicaragua)
| Gelbes Symbol für Goldmedaillen mit stilisierten Olympischen Ringen | Graues Symbol für Silbermedaillen mit stilisierten Olympischen Ringen | Braundes Symbol für Bronzemedaillen mit stilisierten Olympischen Ringen |
| ------------------------------------------------------------------- | --------------------------------------------------------------------- | ----------------------------------------------------------------------- |
| —                                                                   | —                                                                     | —                                                                       |

Der Leichtathletik-Verband Nicaraguas stellte zwei Athleten bei den Leichtathletik-Weltmeisterschaften 2009 in Berlin.

## Ergebnisse

### Männer

#### Laufdisziplinen
| Athlet         | Disziplin | Vorlauf        | Vorlauf | Halbfinale         | Halbfinale         | Finale             | Finale             |
| Athlet         | Disziplin | Zeit           | Platz   | Zeit               | Platz              | Zeit               | Platz              |
| -------------- | --------- | -------------- | ------- | ------------------ | ------------------ | ------------------ | ------------------ |
| Álvaro Vásquez | 1500 m    | 3:55,06 min PB | 48      | nicht qualifiziert | nicht qualifiziert | nicht qualifiziert | nicht qualifiziert |

### Frauen

#### Laufdisziplinen
| Athletin        | Disziplin | Vorlauf        | Vorlauf | Halbfinale         | Halbfinale         | Finale             | Finale             |
| Athletin        | Disziplin | Zeit           | Platz   | Zeit               | Platz              | Zeit               | Platz              |
| --------------- | --------- | -------------- | ------- | ------------------ | ------------------ | ------------------ | ------------------ |
| Aldy Villalobos | 1500 m    | 4:50,55 min PB | 41      | nicht qualifiziert | nicht qualifiziert | nicht qualifiziert | nicht qualifiziert |